# 博溫島
66°17′S 110°31′E / 66.283°S 110.517°E
博溫島（英語：Boving Island）是南極洲的島嶼，位於威爾克斯地，處於麥克馬林島以東0.16公里的紐科姆灣南部，屬於風車群島的一部分，根據美國海軍拍攝空中照片繪入地圖，現時由南極條約體系管理。